# سیرل دامب
 سیرل دامب (انگلیسی: Cyril Domb؛ زاده ۹ دسامبر ۱۹۲۰ درگذشته ۱۵ فوریهٔ ۲۰۱۲) یک دانشمند اهل بریتانیا بود.